# Mešita sultána Kábúse
Mešita sultána Kábúse (anglicky Sultan Qaboos Grand Mosque) je hlavní mešitou v Sultanátu Omán. Práce na stavbě mešity začaly počátkem roku 1995 při silnici mezi městy Maskat a Seeb. Dokončena byla o šest let později a slavnostně otevřena Jeho Veličenstvem sultánem Kábúsem v květnu 2001. 
Rozvinuté prostory, včetně plně zpevněných areálů a krajin, pokrývají 416 000 m². Komplex mešity, pokrývající 40 tisíc m², je vybudován na vyvýšeném pódiu v souladu s tradičními ománskými mešitami, které byly vystavěny na vyšší úrovni nežli ulice. Přizpůsobena k pojmutí až 20 tisíc věřících, se skládá z hlavního modlitebního sálu, dámského modlitebního sálu, krytých průchodů, shromažďovacího sálu a knihovny, jenž může obsahovat až dvacet tisíc knih. 
Celý interiér mešity je obložen šedobílými a tmavě šedivými vyřezávanými kachlemi z mramoru. Stropy byly inspirovány těmi z ománských pevností. Ze stropu visí pozlacený křišťálový lustr. Jedním z nejvýznačnějších rysů hlavní modlitebny je ručně dělaný perský koberec, skládající se z 1,7 miliardy uzlů, vážící 21 tun, o rozměrech 70 x 60 metrů. Dokončení takového koberce trvalo čtyři roky a bylo zapotřebí šesti set ženských tkadlen z íránské provincie Khurasan. 
Velkolepá mešita byla inspirací k založení moderního institutu, nacházejícího se jižně od mešity, který je vyhrazen pro pokročilá islámská studia. 